# Elecciones provinciales de La Rioja (Argentina) de 2011
Las elecciones generales de la Provincia de La Rioja se llevaron a cabo el día 29 de mayo de 2011. Se eligieron un gobernador y un vicegobernador,  18 diputados provinciales, además de 18 intendentes y viceintendentes y 148 concejales.
El gobernador Luis Beder Herrera fue por la reelección a pesar de que ya contaba con un segundo mandato, contando como primero el período trascurrido entre 2005 y 2007 luego de la destitución de Maza, logrando reunir a gran parte del peronismo, incluyendo a los seguidores del expresidente Carlos Menem detrás de su candidatura. La oposición formó el Frente Cívico para el Cambio, llevando como candidato al diputado nacional del radicalismo Julio César Martínez. El exgobernador Ángel Maza fue candidato por el peronismo disidente.
El resultado llevó a la reelección de Beder Herrera con el 67% de los votos, y una diferencia de casi 50 puntos con el segundo.

## Renovación legislativa
| Departamento           | Diputados | A renovar | Mandato   |
| ---------------------- | --------- | --------- | --------- |
| Ángel V. Peñaloza      | 1         | 1         | 2011-2015 |
| Arauco                 | 3         | 3         | 2011-2015 |
| Belgrano               | 1         | 1         | 2011-2015 |
| Capital                | 8         | 1         | 2011-2013 |
| Castro Barros          | 1         | —         | —         |
| Chamical               | 3         | 3         | 2011-2015 |
| Chilecito              | 4         | 4         | 2011-2015 |
| Facundo Quiroga        | 1         | —         | —         |
| Famatina               | 1         | 1         | 2011-2015 |
| Felipe Varela          | 3         | —         | —         |
| Independencia          | 1         | 1         | 2011-2015 |
| Lamadrid               | 1         | 1         | 2011-2015 |
| Ocampo                 | 1         | 1         | 2011-2015 |
| Rosario Vera Peñaloza  | 3         | —         | —         |
| San Blas de los Sauces | 1         | 1         | 2011-2015 |
| San Martín             | 1         | 1         | 2011-2015 |
| Sanagasta              | 1         | —         | —         |
| Vinchina               | 1         | —         | —         |
| Total                  | 36        | 19        |           |

## Resultados

### Gobernador y vicegobernador
| Fórmula                               | Fórmula               | Partido               | Partido                                                      | Votos   | %     |
| Gobernador                            | Vicegobernador        | Partido               | Partido                                                      | Votos   | %     |
| ------------------------------------- | --------------------- | --------------------- | ------------------------------------------------------------ | ------- | ----- |
| Luis Beder Herrera                    | Sergio Casas          |                       | Frente Justicialista para la Victoria                        | 109.605 | 67,11 |
| Julio César Martínez                  | Hugo Vergara          |                       | Frente Cívico para el Cambio                                 | 32.069  | 19,64 |
| Ángel Maza                            | Enrique Vergara       |                       | Frente Unión Riojana                                         | 17.795  | 10,90 |
| Carlos Santander                      | Francisco Sabré       |                       | Partido Es Posible                                           | 1.888   | 1,16  |
| Marcelo Lucero                        | Nilda Chumbita        |                       | Nuevo Encuentro - Partido Socialista                         | 1.419   | 0,87  |
| Pedro Gauna                           | Lucía Díaz            |                       | Frente Grande - Encuentro por el Proyecto Nacional y Popular | 538     | 0,33  |
| Votos positivos                       | Votos positivos       | Votos positivos       | Votos positivos                                              | 163.314 | 93,62 |
| Votos en blanco                       | Votos en blanco       | Votos en blanco       | Votos en blanco                                              | 8.838   | 5,07  |
| Votos nulos                           | Votos nulos           | Votos nulos           | Votos nulos                                                  | 1.707   | 0,98  |
| Votos recurridos                      | Votos recurridos      | Votos recurridos      | Votos recurridos                                             | 234     | 0,13  |
| Votos impugnados                      | Votos impugnados      | Votos impugnados      | Votos impugnados                                             | 346     | 0,20  |
| Participación                         | Participación         | Participación         | Participación                                                | 174.439 | 77,73 |
| Electores registrados                 | Electores registrados | Electores registrados | Electores registrados                                        | 224.425 | 100   |
| Mesas escrutadas: 766 de 770 (99,48%) |                       |                       |                                                              |         |       |
| Fuente:                               |                       |                       |                                                              |         |       |

### Legislatura
|                                             |                                                         | Partido Justicialista                                   | 41.652  | 33,12 | 7/19  |
|                                             | Frente del Pueblo                                       | 35.252                                                  | 28,03   | 7/19  |       |
|                                             | Lealtad y Dignidad                                      | 3.733                                                   | 2,97    | 1/19  |       |
|                                             | Peronistas sin Fronteras                                | 2.617                                                   | 2,08    | 1/19  |       |
|                                             | Partido de la Victoria                                  | 2.150                                                   | 1,71    |       |       |
|                                             | Movimiento Unido para el Cambio                         | 967                                                     | 0,77    | 1/19  |       |
|                                             | Agrupación Municipal Chamical Avanza                    | 716                                                     | 0,57    | 1/19  |       |
|                                             | Por una Esperanza Chamicalense                          | 663                                                     | 0,53    | 1/19  |       |
|                                             | Movimiento Norte Grande                                 | 535                                                     | 0,43    |       |       |
|                                             | Movimiento Tercera Posición                             | 356                                                     | 0,28    |       |       |
| Total Frente Justicialista para la Victoria | Total Frente Justicialista para la Victoria             | Total Frente Justicialista para la Victoria             | 88.641  | 70,49 | 19/19 |
|                                             | Frente Cívico para el Cambio                            | Frente Cívico para el Cambio                            | 20.740  | 16,49 |       |
|                                             | Frente Unión Riojana                                    | Frente Unión Riojana                                    | 7.028   | 5,59  |       |
|                                             | Una Rioja para Todos                                    | Una Rioja para Todos                                    | 1.730   | 1,38  |       |
|                                             | Partido Viva La Rioja                                   | Partido Viva La Rioja                                   | 1.274   | 1,01  |       |
|                                             | Partido Nacionalista Constitucional                     | Partido Nacionalista Constitucional                     | 1.242   | 0,99  |       |
|                                             | Nuevo Encuentro                                         | Nuevo Encuentro                                         | 1.088   | 0,87  |       |
|                                             | Partido Conducción Renovadora                           | Partido Conducción Renovadora                           | 708     | 0,56  |       |
|                                             | Vecinos por el Cambio                                   | Vecinos por el Cambio                                   | 649     | 0,52  |       |
|                                             | Agrupación Vecinalista un Sentimiento para la Comunidad | Agrupación Vecinalista un Sentimiento para la Comunidad | 505     | 0,40  |       |
|                                             | Agrupación Municipal Unión por Chamical                 | Agrupación Municipal Unión por Chamical                 | 453     | 0,36  |       |
|                                             | Frente Grande                                           | Frente Grande                                           | 437     | 0,35  |       |
|                                             | Partido Chamical Ya                                     | Partido Chamical Ya                                     | 266     | 0,21  |       |
|                                             | Concertación Social Barrial                             | Concertación Social Barrial                             | 237     | 0,19  |       |
|                                             | Todos para Ustedes                                      | Todos para Ustedes                                      | 228     | 0,18  |       |
|                                             | Partido Social por el Bien Común                        | Partido Social por el Bien Común                        | 226     | 0,18  |       |
|                                             | Movimiento Departamental                                | Movimiento Departamental                                | 166     | 0,13  |       |
|                                             | Acción Riojana                                          | Acción Riojana                                          | 129     | 0,10  |       |
| Votos positivos                             | Votos positivos                                         | Votos positivos                                         | 125.747 | 98,56 |       |
| Votos en blanco                             | Votos en blanco                                         | Votos en blanco                                         | 0       | 0,00  |       |
| Votos nulos                                 | Votos nulos                                             | Votos nulos                                             | 1.384   | 1,08  |       |
| Votos recurridos                            | Votos recurridos                                        | Votos recurridos                                        | 140     | 0,11  |       |
| Votos impugnados                            | Votos impugnados                                        | Votos impugnados                                        | 309     | 0,24  |       |
| Participación                               | Participación                                           | Participación                                           | 127.580 | 64,45 |       |
| Electores registrados                       | Electores registrados                                   | Electores registrados                                   | 197.955 | 100   |       |
| Mesas escrutadas: 655 de 657 (99,70%)       |                                                         |                                                         |         |       |       |

#### Resultados por departamento
| Ángel V. Peñaloza 1 Diputado Mandato: 2011-2015      | Ángel V. Peñaloza 1 Diputado Mandato: 2011-2015         | Ángel V. Peñaloza 1 Diputado Mandato: 2011-2015 | Ángel V. Peñaloza 1 Diputado Mandato: 2011-2015 | Ángel V. Peñaloza 1 Diputado Mandato: 2011-2015      |
| Partido                                              | Partido                                                 | Votos                                           | %                                               | Electos                                              |
| ---------------------------------------------------- | ------------------------------------------------------- | ----------------------------------------------- | ----------------------------------------------- | ---------------------------------------------------- |
|                                                      | Movimiento Unido para el Cambio                         | 967                                             | 50,87                                           | - Juan Florencio Bazán                               |
|                                                      | Partido Justicialista                                   | 934                                             | 49,13                                           |                                                      |
| Votos positivos                                      | Votos positivos                                         | 1.901                                           | 99,58                                           |                                                      |
| Votos en blanco                                      | Votos en blanco                                         | 0                                               | 0,00                                            |                                                      |
| Votos nulos                                          | Votos nulos                                             | 3                                               | 0,16                                            |                                                      |
| Votos recurridos                                     | Votos recurridos                                        | 1                                               | 0,05                                            |                                                      |
| Votos impugnados                                     | Votos impugnados                                        | 4                                               | 0,21                                            |                                                      |
| Participación                                        | Participación                                           | 1.909                                           | 84,13                                           |                                                      |
| Electores registrados                                | Electores registrados                                   | 2.269                                           | 100                                             |                                                      |
| Mesas escrutadas: 12 de 12 (100%)                    |                                                         |                                                 |                                                 |                                                      |
| Arauco 3 Diputados Mandato: 2011-2015                |                                                         |                                                 |                                                 |                                                      |
| Partido                                              | Partido                                                 | Votos                                           | %                                               | Electos                                              |
|                                                      | Frente del Pueblo                                       | 3.461                                           | 45,22                                           | - Julio César Díaz - Pedro Erasmo Herrera            |
|                                                      | Lealtad y Dignidad                                      | 3.091                                           | 40,39                                           | - María Florencia López                              |
|                                                      | Partido Viva La Rioja                                   | 612                                             | 8,00                                            |                                                      |
|                                                      | Frente Cívico para el Cambio                            | 286                                             | 3,74                                            |                                                      |
|                                                      | Frente Unión Riojana                                    | 203                                             | 2,65                                            |                                                      |
| Votos positivos                                      | Votos positivos                                         | 7.653                                           | 98,85                                           |                                                      |
| Votos en blanco                                      | Votos en blanco                                         | 0                                               | 0,00                                            |                                                      |
| Votos nulos                                          | Votos nulos                                             | 70                                              | 0,90                                            |                                                      |
| Votos recurridos                                     | Votos recurridos                                        | 7                                               | 0,09                                            |                                                      |
| Votos impugnados                                     | Votos impugnados                                        | 12                                              | 0,15                                            |                                                      |
| Participación                                        | Participación                                           | 7.742                                           | 75,16                                           |                                                      |
| Electores registrados                                | Electores registrados                                   | 10.301                                          | 100                                             |                                                      |
| Mesas escrutadas: 35 de 35 (100%)                    |                                                         |                                                 |                                                 |                                                      |
| Belgrano 1 Diputado Mandato: 2011-2015               |                                                         |                                                 |                                                 |                                                      |
| Partido                                              | Partido                                                 | Votos                                           | %                                               | Electos                                              |
|                                                      | Partido Justicialista                                   | 2.156                                           | 58,51                                           | - Ricardo César Farías                               |
|                                                      | Frente del Pueblo                                       | 662                                             | 17,96                                           |                                                      |
|                                                      | Partido de la Victoria                                  | 407                                             | 11,04                                           |                                                      |
|                                                      | Frente Cívico para el Cambio                            | 296                                             | 8,03                                            |                                                      |
|                                                      | Peronistas sin Fronteras                                | 164                                             | 4,45                                            |                                                      |
| Votos positivos                                      | Votos positivos                                         | 3.685                                           | 99,25                                           |                                                      |
| Votos en blanco                                      | Votos en blanco                                         | 0                                               | 0,00                                            |                                                      |
| Votos nulos                                          | Votos nulos                                             | 26                                              | 0,70                                            |                                                      |
| Votos recurridos                                     | Votos recurridos                                        | 2                                               | 0,05                                            |                                                      |
| Votos impugnados                                     | Votos impugnados                                        | 0                                               | 0,00                                            |                                                      |
| Participación                                        | Participación                                           | 3.713                                           | 68,10                                           |                                                      |
| Electores registrados                                | Electores registrados                                   | 5.452                                           | 100                                             |                                                      |
| Mesas escrutadas: 19 de 19 (100%)                    |                                                         |                                                 |                                                 |                                                      |
| Capital 1 Diputado Mandato: 2011-2013                |                                                         |                                                 |                                                 |                                                      |
| Partido                                              | Partido                                                 | Votos                                           | %                                               | Electos                                              |
|                                                      | Partido Justicialista                                   | 25.944                                          | 37,23                                           | - Hugo Vera                                          |
|                                                      | Frente del Pueblo                                       | 17.262                                          | 24,77                                           |                                                      |
|                                                      | Frente Cívico para el Cambio                            | 14.115                                          | 20,26                                           |                                                      |
|                                                      | Frente Unión Riojana                                    | 5.847                                           | 8,39                                            |                                                      |
|                                                      | Una Rioja para Todos                                    | 1.626                                           | 2,33                                            |                                                      |
|                                                      | Partido Nacionalista Constitucional                     | 1.242                                           | 1,78                                            |                                                      |
|                                                      | Nuevo Encuentro                                         | 1.088                                           | 1,56                                            |                                                      |
|                                                      | Peronistas sin Fronteras                                | 940                                             | 1,35                                            |                                                      |
|                                                      | Agrupación Vecinalista un Sentimiento para la Comunidad | 505                                             | 0,72                                            |                                                      |
|                                                      | Partido Viva la Rioja                                   | 449                                             | 0,64                                            |                                                      |
|                                                      | Frente Grande                                           | 437                                             | 0,63                                            |                                                      |
|                                                      | Partido Social por el Bien Común                        | 226                                             | 0,32                                            |                                                      |
| Votos positivos                                      | Votos positivos                                         | 69.681                                          | 98,22                                           |                                                      |
| Votos en blanco                                      | Votos en blanco                                         | 0                                               | 0,00                                            |                                                      |
| Votos nulos                                          | Votos nulos                                             | 953                                             | 1,34                                            |                                                      |
| Votos recurridos                                     | Votos recurridos                                        | 85                                              | 0,12                                            |                                                      |
| Votos impugnados                                     | Votos impugnados                                        | 224                                             | 0,32                                            |                                                      |
| Participación                                        | Participación                                           | 70.943                                          | 60,11                                           |                                                      |
| Electores registrados                                | Electores registrados                                   | 118.030                                         | 100                                             |                                                      |
| Mesas escrutadas: 375 de 376 (99,73%)                |                                                         |                                                 |                                                 |                                                      |
| Chamical 3 Diputados Mandato: 2011-2015              |                                                         |                                                 |                                                 |                                                      |
| Partido                                              | Partido                                                 | Votos                                           | %                                               | Electos                                              |
|                                                      | Frente del Pueblo                                       | 956                                             | 13,85                                           | - Pablo Iván Parisi Maidana                          |
|                                                      | Agrupación Municipal Chamical Avanza                    | 716                                             | 10,38                                           | - Enrique Jacobo Nicolini                            |
|                                                      | Por una Esperanza Chamicalense                          | 663                                             | 9,61                                            | - Juan Pedro Cárbel                                  |
|                                                      | Lealtad y Dignidad                                      | 642                                             | 9,30                                            |                                                      |
|                                                      | Partido de la Victoria                                  | 627                                             | 9,09                                            |                                                      |
|                                                      | Frente Cívico para el Cambio                            | 626                                             | 9,07                                            |                                                      |
|                                                      | Movimiento Norte Grande                                 | 535                                             | 7,75                                            |                                                      |
|                                                      | Agrupación Municipal Unión por Chamical                 | 453                                             | 6,56                                            |                                                      |
|                                                      | Partido Chamical Ya                                     | 266                                             | 3,85                                            |                                                      |
|                                                      | Concertación Social Barrial                             | 237                                             | 3,43                                            |                                                      |
|                                                      | Todos para Ustedes                                      | 228                                             | 3,30                                            |                                                      |
|                                                      | Partido Viva La Rioja                                   | 213                                             | 3,09                                            |                                                      |
|                                                      | Movimiento Tercera Posición                             | 177                                             | 2,56                                            |                                                      |
|                                                      | Movimiento Departamental                                | 166                                             | 2,41                                            |                                                      |
|                                                      | Acción Riojana                                          | 129                                             | 1,87                                            |                                                      |
|                                                      | Una Rioja para Todos                                    | 104                                             | 1,51                                            |                                                      |
|                                                      | Peronistas sin Fronteras                                | 64                                              | 0,93                                            |                                                      |
|                                                      | Frente Unión Riojana                                    | 99                                              | 1,43                                            |                                                      |
| Votos positivos                                      | Votos positivos                                         | 6.901                                           | 99,04                                           |                                                      |
| Votos en blanco                                      | Votos en blanco                                         | 0                                               | 0,00                                            |                                                      |
| Votos nulos                                          | Votos nulos                                             | 55                                              | 0,79                                            |                                                      |
| Votos recurridos                                     | Votos recurridos                                        | 3                                               | 0,04                                            |                                                      |
| Votos impugnados                                     | Votos impugnados                                        | 9                                               | 0,13                                            |                                                      |
| Participación                                        | Participación                                           | 6.968                                           | 67,64                                           |                                                      |
| Electores registrados                                | Electores registrados                                   | 10.301                                          | 100                                             |                                                      |
| Mesas escrutadas: 34 de 34 (100%)                    |                                                         |                                                 |                                                 |                                                      |
| Chilecito 4 Diputados Mandato: 2011-2015             |                                                         |                                                 |                                                 |                                                      |
| Partido                                              | Partido                                                 | Votos                                           | %                                               | Electos                                              |
|                                                      | Frente del Pueblo                                       | 8.316                                           | 40,43                                           | - Enrique Enrique Molina - Silvia Gaitán             |
|                                                      | Partido Justicialista                                   | 7.407                                           | 36,01                                           | - Rodrigo Brizuela y Doria - Sigrid Patricia Waidatt |
|                                                      | Frente Cívico para el Cambio                            | 3.372                                           | 16,39                                           |                                                      |
|                                                      | Partido de la Victoria                                  | 1.020                                           | 4,96                                            |                                                      |
|                                                      | Frente Unión Riojana                                    | 275                                             | 1,34                                            |                                                      |
|                                                      | Movimiento Tercera Posición                             | 179                                             | 0,87                                            |                                                      |
| Votos positivos                                      | Votos positivos                                         | 20.569                                          | 98,83                                           |                                                      |
| Votos en blanco                                      | Votos en blanco                                         | 0                                               | 0,00                                            |                                                      |
| Votos nulos                                          | Votos nulos                                             | 202                                             | 0,97                                            |                                                      |
| Votos recurridos                                     | Votos recurridos                                        | 11                                              | 0,05                                            |                                                      |
| Votos impugnados                                     | Votos impugnados                                        | 31                                              | 0,15                                            |                                                      |
| Participación                                        | Participación                                           | 20.813                                          | 67,19                                           |                                                      |
| Electores registrados                                | Electores registrados                                   | 30.975                                          | 100                                             |                                                      |
| Mesas escrutadas: 100 de 101 (99,01%)                |                                                         |                                                 |                                                 |                                                      |
| Famatina 1 Diputado Mandato: 2011-2015               |                                                         |                                                 |                                                 |                                                      |
| Partido                                              | Partido                                                 | Votos                                           | %                                               | Electos                                              |
|                                                      | Frente del Pueblo                                       | 1.616                                           | 45,30                                           | - Adriana del Valle Oliva                            |
|                                                      | Partido Justicialista                                   | 1.304                                           | 36,56                                           |                                                      |
|                                                      | Frente Cívico para el Cambio                            | 647                                             | 18,14                                           |                                                      |
| Votos positivos                                      | Votos positivos                                         | 3.567                                           | 99,47                                           |                                                      |
| Votos en blanco                                      | Votos en blanco                                         | 0                                               | 0,00                                            |                                                      |
| Votos nulos                                          | Votos nulos                                             | 15                                              | 0,42                                            |                                                      |
| Votos recurridos                                     | Votos recurridos                                        | 2                                               | 0,06                                            |                                                      |
| Votos impugnados                                     | Votos impugnados                                        | 2                                               | 0,06                                            |                                                      |
| Participación                                        | Participación                                           | 3.586                                           | 76,43                                           |                                                      |
| Electores registrados                                | Electores registrados                                   | 4.692                                           | 100                                             |                                                      |
| Mesas escrutadas: 19 de 19 (100%)                    |                                                         |                                                 |                                                 |                                                      |
| Independencia 1 Diputado Mandato: 2011-2015          |                                                         |                                                 |                                                 |                                                      |
| Partido                                              | Partido                                                 | Votos                                           | %                                               | Electos                                              |
|                                                      | Partido Justicialista                                   | 813                                             | 54,31                                           | - Camila del Valle Herrera                           |
|                                                      | Frente del Pueblo                                       | 544                                             | 36,34                                           |                                                      |
|                                                      | Frente Cívico para el Cambio                            | 140                                             | 9,35                                            |                                                      |
| Votos positivos                                      | Votos positivos                                         | 1.497                                           | 99,47                                           |                                                      |
| Votos en blanco                                      | Votos en blanco                                         | 0                                               | 0,00                                            |                                                      |
| Votos nulos                                          | Votos nulos                                             | 0                                               | 0,00                                            |                                                      |
| Votos recurridos                                     | Votos recurridos                                        | 6                                               | 0,40                                            |                                                      |
| Votos impugnados                                     | Votos impugnados                                        | 2                                               | 0,13                                            |                                                      |
| Participación                                        | Participación                                           | 1.505                                           | 71,26                                           |                                                      |
| Electores registrados                                | Electores registrados                                   | 2.112                                           | 100                                             |                                                      |
| Mesas escrutadas: 8 de 8 (100%)                      |                                                         |                                                 |                                                 |                                                      |
| Lamadrid 1 Diputado Mandato: 2011-2015               |                                                         |                                                 |                                                 |                                                      |
| Partido                                              | Partido                                                 | Votos                                           | %                                               | Electos                                              |
|                                                      | Partido Justicialista                                   | 789                                             | 65,42                                           | - Luis Bernardo Orquera                              |
|                                                      | Frente Cívico para el Cambio                            | 321                                             | 26,62                                           |                                                      |
|                                                      | Partido de la Victoria                                  | 96                                              | 7,96                                            |                                                      |
| Votos positivos                                      | Votos positivos                                         | 1.206                                           | 98,61                                           |                                                      |
| Votos en blanco                                      | Votos en blanco                                         | 0                                               | 0,00                                            |                                                      |
| Votos nulos                                          | Votos nulos                                             | 0                                               | 0,00                                            |                                                      |
| Votos recurridos                                     | Votos recurridos                                        | 0                                               | 0,00                                            |                                                      |
| Votos impugnados                                     | Votos impugnados                                        | 17                                              | 1,39                                            |                                                      |
| Participación                                        | Participación                                           | 1.223                                           | 77,85                                           |                                                      |
| Electores registrados                                | Electores registrados                                   | 1.571                                           | 100                                             |                                                      |
| Mesas escrutadas: 5 de 5 (100%)                      |                                                         |                                                 |                                                 |                                                      |
| Ocampo 1 Diputado Mandato: 2011-2015                 |                                                         |                                                 |                                                 |                                                      |
| Partido                                              | Partido                                                 | Votos                                           | %                                               | Electos                                              |
|                                                      | Peronistas sin Fronteras                                | 1.449                                           | 34,10                                           | - Pedro José Ferrari                                 |
|                                                      | Partido Justicialista                                   | 1.147                                           | 26,99                                           |                                                      |
|                                                      | Frente del Pueblo                                       | 911                                             | 21,44                                           |                                                      |
|                                                      | Vecinos por el Cambio                                   | 649                                             | 15,27                                           |                                                      |
|                                                      | Frente Cívico para el Cambio                            | 93                                              | 2,19                                            |                                                      |
| Votos positivos                                      | Votos positivos                                         | 4.249                                           | 98,88                                           |                                                      |
| Votos en blanco                                      | Votos en blanco                                         | 0                                               | 0,00                                            |                                                      |
| Votos nulos                                          | Votos nulos                                             | 22                                              | 0,51                                            |                                                      |
| Votos recurridos                                     | Votos recurridos                                        | 22                                              | 0,51                                            |                                                      |
| Votos impugnados                                     | Votos impugnados                                        | 4                                               | 0,09                                            |                                                      |
| Participación                                        | Participación                                           | 4.297                                           | 75,35                                           |                                                      |
| Electores registrados                                | Electores registrados                                   | 5.703                                           | 100                                             |                                                      |
| Mesas escrutadas: 21 de 21 (100%)                    |                                                         |                                                 |                                                 |                                                      |
| San Blas de los Sauces 1 Diputado Mandato: 2011-2015 |                                                         |                                                 |                                                 |                                                      |
| Partido                                              | Partido                                                 | Votos                                           | %                                               | Electos                                              |
|                                                      | Partido Justicialista                                   | 1.158                                           | 52,21                                           | - Gerardo Nicolás Moreno                             |
|                                                      | Frente Unión Riojana                                    | 604                                             | 27,23                                           |                                                      |
|                                                      | Frente Cívico para el Cambio                            | 456                                             | 20,56                                           |                                                      |
| Votos positivos                                      | Votos positivos                                         | 2.218                                           | 99,42                                           |                                                      |
| Votos en blanco                                      | Votos en blanco                                         | 0                                               | 0,00                                            |                                                      |
| Votos nulos                                          | Votos nulos                                             | 10                                              | 0,45                                            |                                                      |
| Votos recurridos                                     | Votos recurridos                                        | 1                                               | 0,04                                            |                                                      |
| Votos impugnados                                     | Votos impugnados                                        | 2                                               | 0,09                                            |                                                      |
| Participación                                        | Participación                                           | 2.231                                           | 76,35                                           |                                                      |
| Electores registrados                                | Electores registrados                                   | 2.922                                           | 100                                             |                                                      |
| Mesas escrutadas: 11 de 11 (100%)                    |                                                         |                                                 |                                                 |                                                      |
| San Martín 1 Diputado Mandato: 2011-2015             |                                                         |                                                 |                                                 |                                                      |
| Partido                                              | Partido                                                 | Votos                                           | %                                               | Electos                                              |
|                                                      | Frente del Pueblo                                       | 1.524                                           | 58,17                                           | - Ángel Guido Acosta                                 |
|                                                      | Partido Conducción Renovadora                           | 708                                             | 27,02                                           |                                                      |
|                                                      | Frente Cívico para el Cambio                            | 388                                             | 14,81                                           |                                                      |
| Votos positivos                                      | Votos positivos                                         | 2.620                                           | 98,87                                           |                                                      |
| Votos en blanco                                      | Votos en blanco                                         | 0                                               | 0,00                                            |                                                      |
| Votos nulos                                          | Votos nulos                                             | 28                                              | 1,06                                            |                                                      |
| Votos recurridos                                     | Votos recurridos                                        | 0                                               | 0,00                                            |                                                      |
| Votos impugnados                                     | Votos impugnados                                        | 2                                               | 0,08                                            |                                                      |
| Participación                                        | Participación                                           | 2.650                                           | 73,06                                           |                                                      |
| Electores registrados                                | Electores registrados                                   | 3.627                                           | 100                                             |                                                      |
| Mesas escrutadas: 16 de 16 (100%)                    |                                                         |                                                 |                                                 |                                                      |